# Koktebel
Koktebel (Коктебель en ruso y ucraniano y Köktöbel en tártaro de Crimea) es una aldea urbana situada al sur de Crimea, en la República Autónoma de Crimea de Ucrania o República de Crimea de Rusia. Forma parte del Municipio de Feodosia. Su soberanía está discutida con Ucrania, ya que esta no reconoce el referéndum de 2014 sobre su anexión a Rusia.
Es uno de los mayores sitios turísticos situados en Crimea. Koktebel está ubicada a orillas del mar Negro entre Feodosia y Sudak.

## Características
El origen de su etimología proviene de orígenes túrquicos: en tártaro de Crimea, Köktöbel significa "Tierra de las colinas azules". En los tiempos de la Unión Soviética, la localidad se llamaba Plánerskoye.
Koktebel era conocido como un lugar de vacaciones para los escritores de la Unión Soviética. También es famoso por su coñac, por la práctica de ala delta y su playa nudista, de las más grandes de Crimea.
Hoy en día, Koktebel se llena en verano con los turistas de Rusia y Ucrania. Rublos y Grivnas se intercambian fácilmente en los quioscos a lo largo de las playas. Hay una mezcla de playas públicas y playas privadas con un camino pavimentado a lo largo de la bahía. Esta pasarela está llena de pequeños restaurantes, cafeterías, quioscos y pequeñas áreas de mercado que venden artesanías, pescado seco, o rebanadas de pastel casero. Por la noche, la playa se llena de vida con muchas discotecas de música. 
La cocina es predominantemente tártara, pero la comida rusa y ucraniana, también está presente. Hay excursiones en barco, paseos a caballo y excursiones a un monasterio cercanas a la fábrica de coñac localizada ahí. 
Koktebel es hoy en día también muy conocido por su festival de jazz que suele tener lugar en el medio de septiembre. Atrae la atención de los amantes del jazz de toda la antigua Unión Soviética. 

## Clima
Koktebel se encuentra al noreste de la montaña Kara Dag, y en la costa sur de Crimea. Por lo tanto Koktebel tiene clima de estepa. Los veranos son muy calurosos y secos, con una gran cantidad de horas de sol. El invierno es generalmente leve, pero las fuertes heladas son posibles en combinación con fuertes vientos durante la estancia del aire ártico. La primavera llega más rápido que en Yalta, pero más tarde que en Simferópol. El otoño, por otro lado, es largo y seco.

## Demografía
| 1806 | 1864 | 1887 | 1892 | 1903 | 1926 | 1939  | 1989  | 2001  | 2006  | 2007  | 2008  | 2009  | 2010  | 2011  | 2012  |
| ---- | ---- | ---- | ---- | ---- | ---- | ----- | ----- | ----- | ----- | ----- | ----- | ----- | ----- | ----- | ----- |
| 103  | 27   | 34   | 95   | 103  | 686  | 1.298 | 2.705 | 2.841 | 2.748 | 2.755 | 2.779 | 2.792 | 2.824 | 2.844 | 2.833 |